# صدرالدین زاهد
صدرالدین زاهد (زادهٔ ۱۳۲۵ در جهرم)بازیگر، مترجم و کارگردان تئاتر ایرانی است.
او کار حرفه ای تئآتر را از کارگاه نمایش، و همزمان با تحصیلاتش در دانشکده هنرهای زیبای دانشگاه تهران آغاز کرد. در کارگاه نمایش، او در نمایشهای متعددی به روی صحنه رفت که میتوان از آنها به نمایشهای عبادتی بر حسین بن منصور حلاج، پرومته در زنجیر، جان نثار، برصیصای عابد، صندلی را کنار پنجره بگذاریم اشاره کرد.
زاهد همچنین در نمایش اورگاست، اثر پیتر بروک، کارگردان انگلیسی، در جشن هنر شیراز نیز به عنوان هنرپیشه حضور داشت.
صدرالدین زاهد پس از انقلاب به فرانسه مهاجرت کرد و در دانشگاه سوربن تحصیل کرد. او از این دانشگاه فوق لیسانس گرفت.

## فعالیت‌های هنری پس از مهاجرت
صدرالدین زاهد پس از تحصیل در دانشگاه سوربن یک گروه تئاتری فرانسوی تشکیل داد و کارهای هنری‌اش در زمینه تئاتر را به زبان فرانسه ادامه داد. او همچنین در زمینه تئاتر فارسی فعالیت دارد و در نمایش «زهره و منوچهر» به کارگردانی شاهرخ مشکین‌قلم اقتباس شده از اثر ایرج میرزا بازی کرده‌است. از دیگر کارهای هنری زاهد که به کارهای نمایشی صادق هدایت نیز علاقه‌مند بوده‌است کارگردانی بعضی از آثار او روی صحنه بوده‌است. در واقع او علاوه بر آنکه به عنوان کارگردان آثاری از صادق هدایت را-هم به فارسی و هم به فرانسوی، هم در ایران و هم در فرانسه- روی صحنه برد، چندین سال از زندگی‌اش را صرف پژوهش دربارهٔ آثار این نویسنده کرد. آخرین کار نمایشی او ترجمه نمایشنامه «افسانه ببر» از داریو فو نمایشنامه‌نویس ایتالیایی و کارگردانی و اجرای آن در شهرهای مختلف اروپا بوده‌است.
صدرالدین زاهد در تئآتر «تراستِوِره» با نمایش «برصیصا، اسطوره بزرگ» در سال ۱۹۸۱  در رم به صحنه رفت. سپس به سال ۱۹۸۳ در تئآتر شهر پاریس نمایش «مارگریت و استاد» را به کارگردانی آندره شربان بازی کرد و با کارگردانی سه نمایش کوتاه از (مارک کولمار، هلن کونتی و استاماتیس گارگالینوس) به صحنه تئآتر «اوورت، ژاردن دی وِر» ۱۹۸۶ راه یافت. در همان سال برای «مرکز تجربیات تئآتری» رم، نمایش «داستانهای کوتاه ایرانی» را کارگردانی و بازی کرد.
زاهد از از این دیدگاه در آثارش به مرگ نویسنده نگاه می‌کند که «گزینش مرگ هم عصیانی است علیه خودکامگی و به جای زندگی در دروغ دنیای واقعی مرگ را گزیدن.» اگرچه در شهر لندن دو اثر از هدایت به کارگردانی ایرج امامی اجرا شده‌است که در پژوهش زاهد دیده نمی‌شود. این دو کار عبارتند از «درد دل میرزا یدالله» که با عنوان «محلل» شناخته شده‌تر است و نیز نمایش «مرده‌خورها».
صدرالدین زاهد یک کارگاه نمایش تئوری و اجرایی را در سال ۱۹۹۳ در فستیوال تئاتر ایرانی کلن عرضه کرد.

## گروه بازیگران شهر
صدرالدین زاهد  به همراه عده ای از کارگردانان و بازیگران تئاتر، گروهی به نام «گروه بازیگران شهر» دایر می‌کنند که بخش عمده‌ای از نمایش‌های این گروه را آربی اُوانسیان و بیژن مفید کارگردانی کردند. ازجمله این نمایش‌ها این موارد است:
- یک قطعه برای گفتن پیتر هانتکه، کارگردان آربی اوانسیان
- طلبکارها اثر استریندبرگ، کارگردان آربی اوانسیان
- باغ آلبالو  اثر چخوف، کارگردان آربی اوانسیان
- ناگهان... اثر عباس نعلبندیان، کارگردان آربی اوانسیان
- کالیگولا اثر کامو، کارگردان آربی اوانسیان
- انسان،حیوان و تقوا اثر پیر آندلو
- جان نثار، نویسنده و کارگردان بیژن مفید
- ترس و نکبت رایش سوم اثر برتولت برشت، کارگردان بیژن مفید
- روزهای خوش اثر بکت
- سهراب، اسب و سنجاقک، نویسنده و کارگردان بیژن مفید[۲۱]

## کتابشناسی

### ترجمه
- اژدها (افسانه ای در سه پرده). یوگنی شوارتس. برگردان: صدر الدین زاهد، س. هوسپیان. تهران: انتشارات ایران، ۱۳۵۸.
- یادداشت‌های روزانهٔ تمرینات «واقعهٔ کارمن» به کارگردانی پیتر بروک. میشل روستن. تهران: نیلا، ۱۳۸۹. شابک ۹۷۸-۶۰۰-۱۲۲-۰۲۱-۰
- افسانه ببر. داریو فو. پاریس: ناکجا، ۲۰۱۲. شابک 978-2-36612-150-6[۹][۷]

## دیدگاه‌ها
برخی از دیدگاه‌های صدرالدین زاهد:
- « تعزیه کمدی در دسترس بود و متنی وجود داشت که ارتباط شمس و مولانا را با استفاده از شیوه تعزیه به تصویر می‌کشید. ممنوعیت‌ها جلوی رشد طبیعی نمایش‌های آیینی ایرانی را گرفت و همین عامل در مورد روحوضی و سیاه‌بازی و دیگر اشکال نیز تکرار شد.»[۳]
- «این مرکز (کارگاه نمایش ایران) برای توسعه تئاتر ایران و معرفی تئاتر ایرانی به تئاتر جهان بوسیله تلویزیون ملی ایران آغاز بکار کرد. همچنین کارگاه مرکزی شد تا تئاتر ایرانی را با تولیدات خود به جهان بشناساند.»[۲۱]
- «تئاتر یک امر انسانی است و با تماشاگر رودررو می‌شود و این رودررویی انسان‌ها در یک محل همواره ایجاد نگرانی می‌کند. شما ببینید بیان کشدار یک کلمه روی صحنه یا کوتاهی و بلندی سکوت بین دو کلمه معنایی از زمین تا آسمان متفاوت را تداعی می‌کند. در نتیجه همواره سر راه تئاتر و نمایشگری اشکال‌تراشی شده و مسیر مستقیم و ممتدی را طی نکرده است.»[۳]